# رالف برينكهاوس
رالف برينكهاوس (بالألمانية: Ralph Brinkhaus) (مواليد 15 يونيو 1968)، سياسي ألماني ينتمي لحزب الاتحاد الديمقراطي المسيحي. عضو في البوندستاغ الألماني منذ عام 2009 ومنذ عام 2018 زعيم الكتلة البرلمانية لحزبي الاتحاد الاجتماعي المسيحي/الاتحاد الديمقراطي المسيحي CDU / CSU في البوندستاغ.
وقبل ذلك كان كان نائب رئيس كتلة شؤون الميزانية والمالية والسياسة المحلية من يناير 2014 إلى سبتمبر 2018.

## المسيرة الحزبية

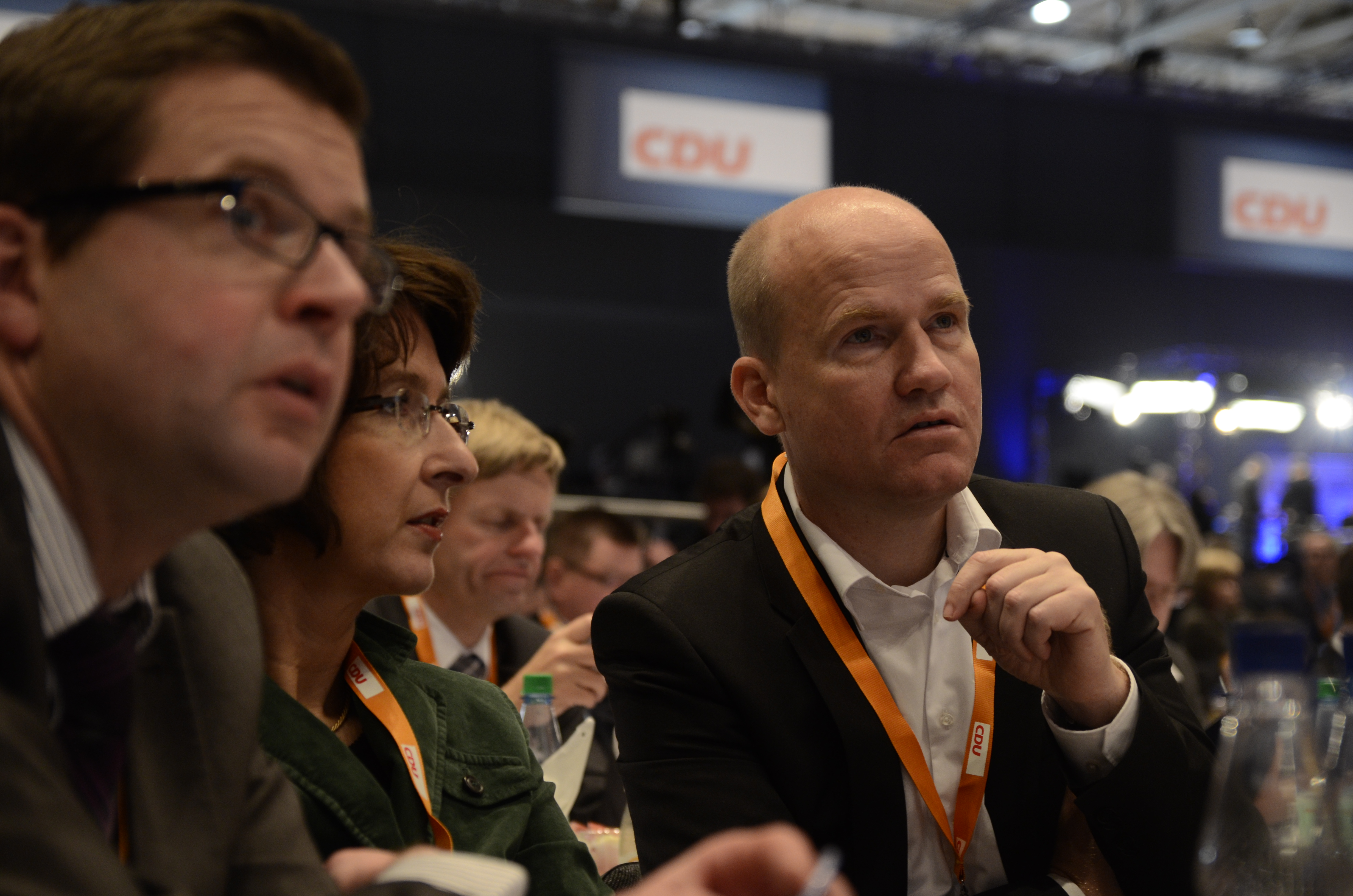
بيرنكهاوس في مؤتمر الحزب عام 2012

انضم برينكهاوس إلى اتحاد الشباب التابع لحزب الاتحاد الديمقراطي المسيحي (CDU) في عام 1984 ثم في وقت لاحق انضم للحزب كعضو عامل.
من عام 2004 إلى يناير 2012 كان عضوًا في مجلس مدينة غوترسلوه، من 2007 إلى 2009 ترأس مجموعة حزب CDU في المدينة.
في عام 2010 تم تعيينه في اللجنة الاقتصادية الاتحادية للحزب في ألمانيا. هناك ترأس الفريق العامل المعني بتنظيم السوق المالية. منذ عام 2015 كان نائبًا لرئيس لجنة الخبراء الاتحادية للشؤون المالية والاقتصاد والطاقة.
ومنذ يونيو 2016 نائب رئيس حزب الاتحاد الديمقراطي المسيحي في ولاية شمال الراين وستفاليا.
يوم 25 سبتمبر 2018 فاز برينكهاوس بشكل مخالف لكل التوقعات برئاسة الكتلة البرلمانية لحزبي الاتحاد الاجتماعي المسيحي/الاتحاد الديمقراطي المسيحي CDU/CSU، أُنتخب بحصوله على 125 صوت مقابل 112 لخلفه فولكر كاودر.

## روابط خارجية
- رالف برينكهاوس على موقع IMDb (الإنجليزية)
- رالف برينكهاوس على موقع مونزينجر (الألمانية)